# 柏原町
柏原町（かいばらちょう）は、かつて兵庫県の中東部に存在した町。氷上郡に属した。
2004年（平成16年）11月1日に氷上郡6町が合併し丹波市が誕生したことにより消滅、旧町域は丹波市柏原町となった。

## 地理
盆地に位置する。
- 柏原川

### 隣接していた自治体
- 山南町、氷上町、春日町、篠山市

## 歴史
- 近世 - 柏原藩が存在した。
- 1889年（明治22年）4月1日 - 町村制の施行により、柏原大手町・柏原北中町・柏原北町・柏原東町・柏原竪町・柏原南町・柏原西町・柏原古市場町・柏原新町・柏原石田町・柏原本町・柏原上中町・柏原下町・東奥村・南多田村・上小倉村・下小倉村・北中村・室谷村・小南村・見長村の区域をもって柏原町が発足。
- 1936年（昭和11年）2月21日 - 河内大和地震が発生。揺れにより市内の建物の瓦が軒並み落下するなど被害多数[1]。
- 1955年（昭和30年）10月1日 - 新井村と合併し、改めて柏原町が発足。
- 2004年（平成16年）11月1日 - 氷上町・青垣町・春日町・山南町・市島町が合併して丹波市が発足。同日柏原町廃止。

## 経済

### 産業
- 主な産業：酪農

## 姉妹都市・提携都市

### 国内
- 大宇陀町（奈良県宇陀郡。現・宇陀市）と1981年（昭和56年）に姉妹都市提携

### 海外
- ケント市（アメリカ合衆国ワシントン州）と1971年（昭和46年）より

## 地域

### 教育
- 丹波市立崇広小学校
- 丹波市立新井小学校
- 丹波市立柏原中学校
- 兵庫県立柏原高等学校（柏原町東奥50）

## 交通

### 鉄道路線
- 中心となる駅：JR福知山線柏原駅

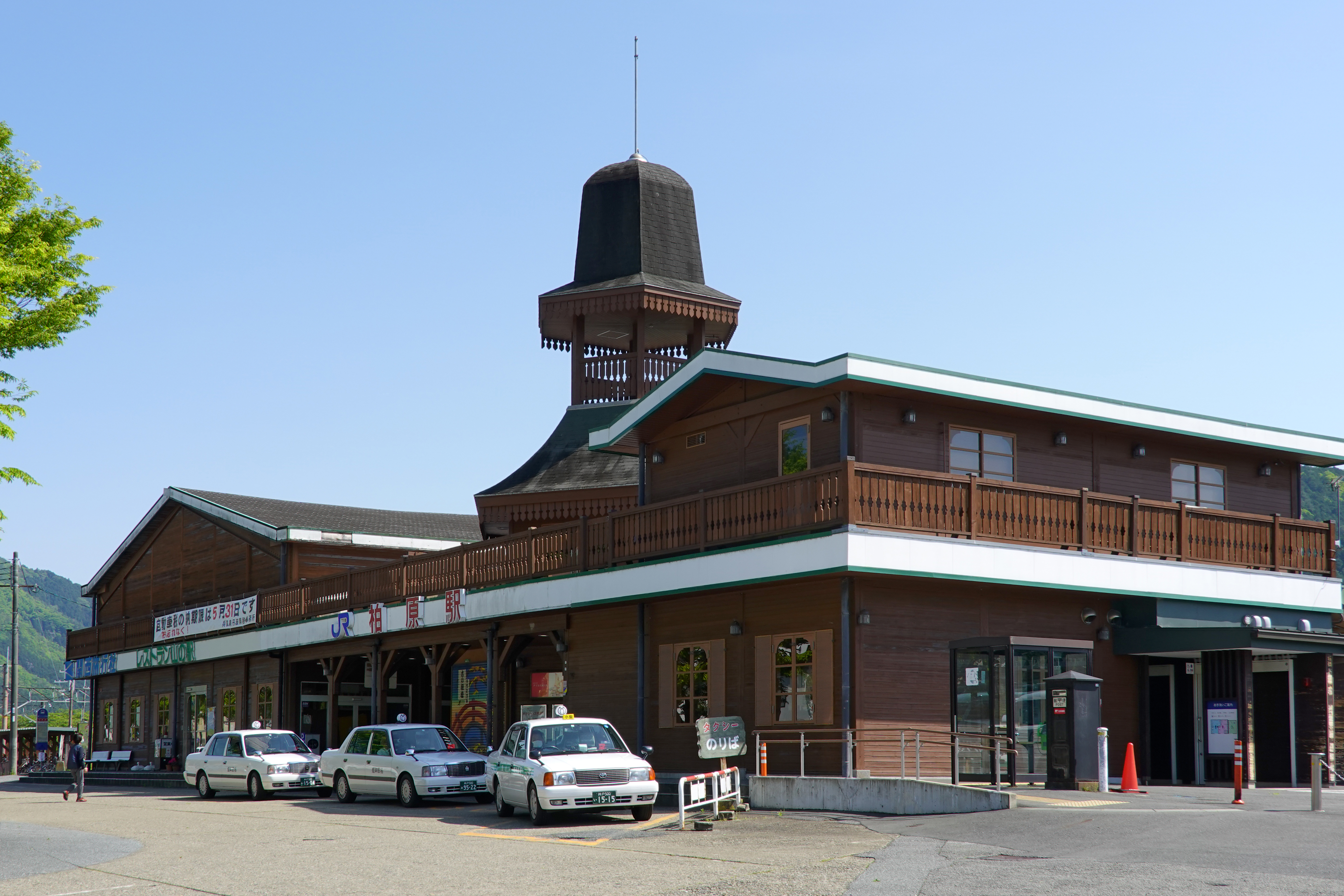
柏原駅

駅舎は、1990年に大阪市鶴見緑地で開催された国際花と緑の博覧会の山の駅を移設したもの。

### 道路
- 国道
  - 国道176号
- 都道府県道
  - 兵庫県道86号中柏原線
  - 兵庫県道290号稲畑柏原線
  - 兵庫県道291号奥野々氷上線
  - 兵庫県道292号下立杭柏原線

## 名所・旧跡・観光スポット・祭事・催事
- 柏原藩陣屋跡 - 国の史跡
  - 柏原藩織田家旧邸長屋門

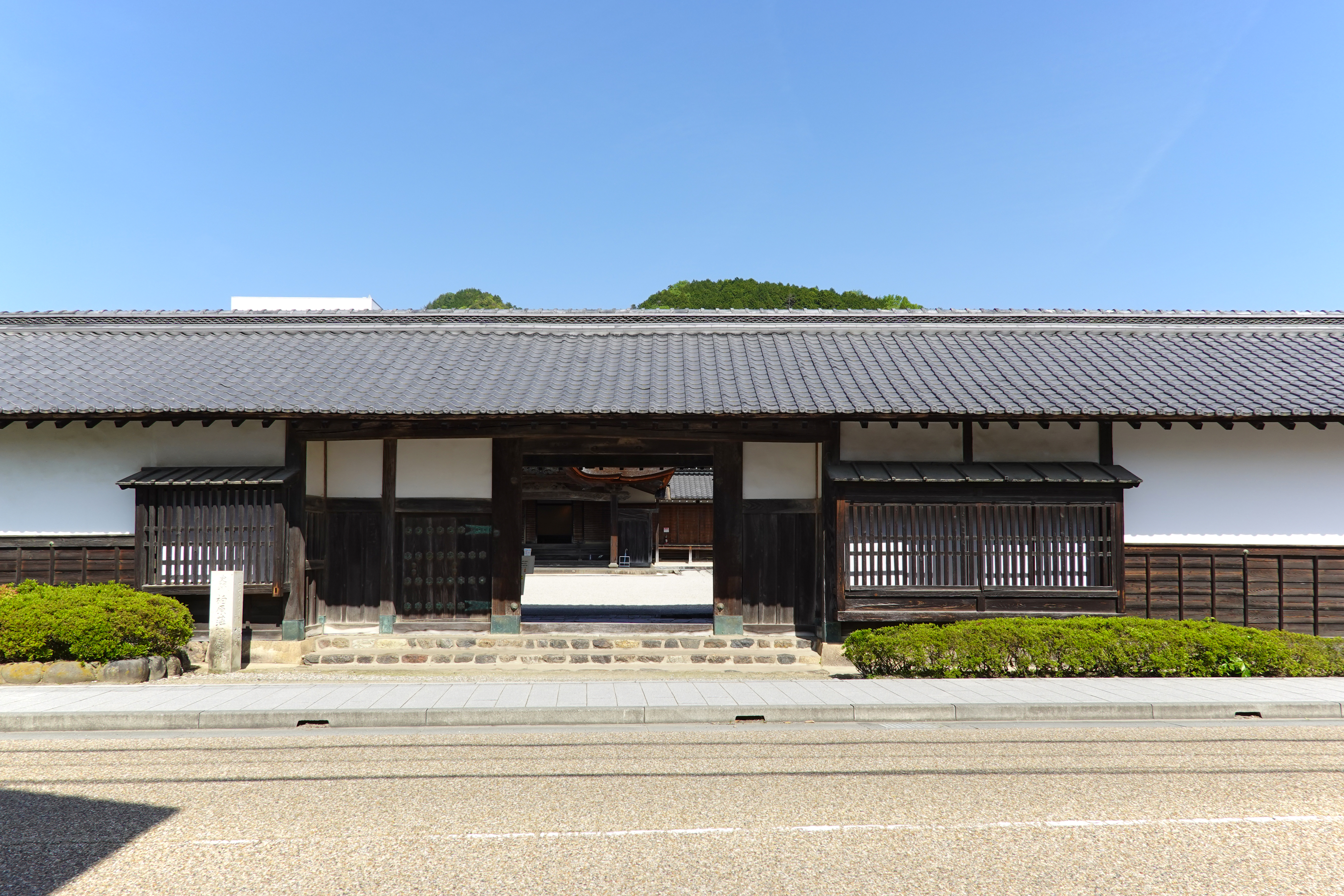
柏原藩・柏原陣屋跡

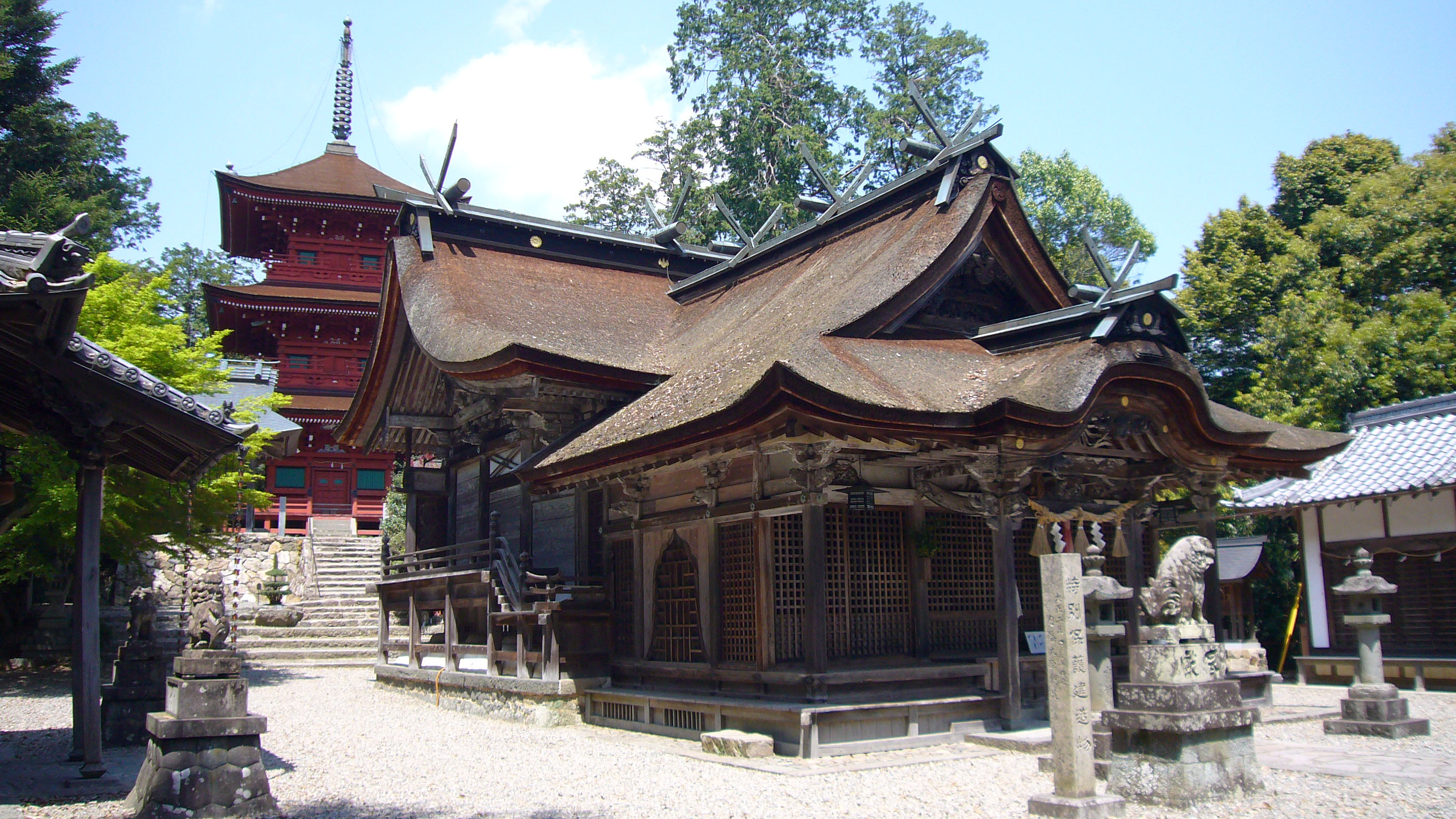
柏原八幡神社

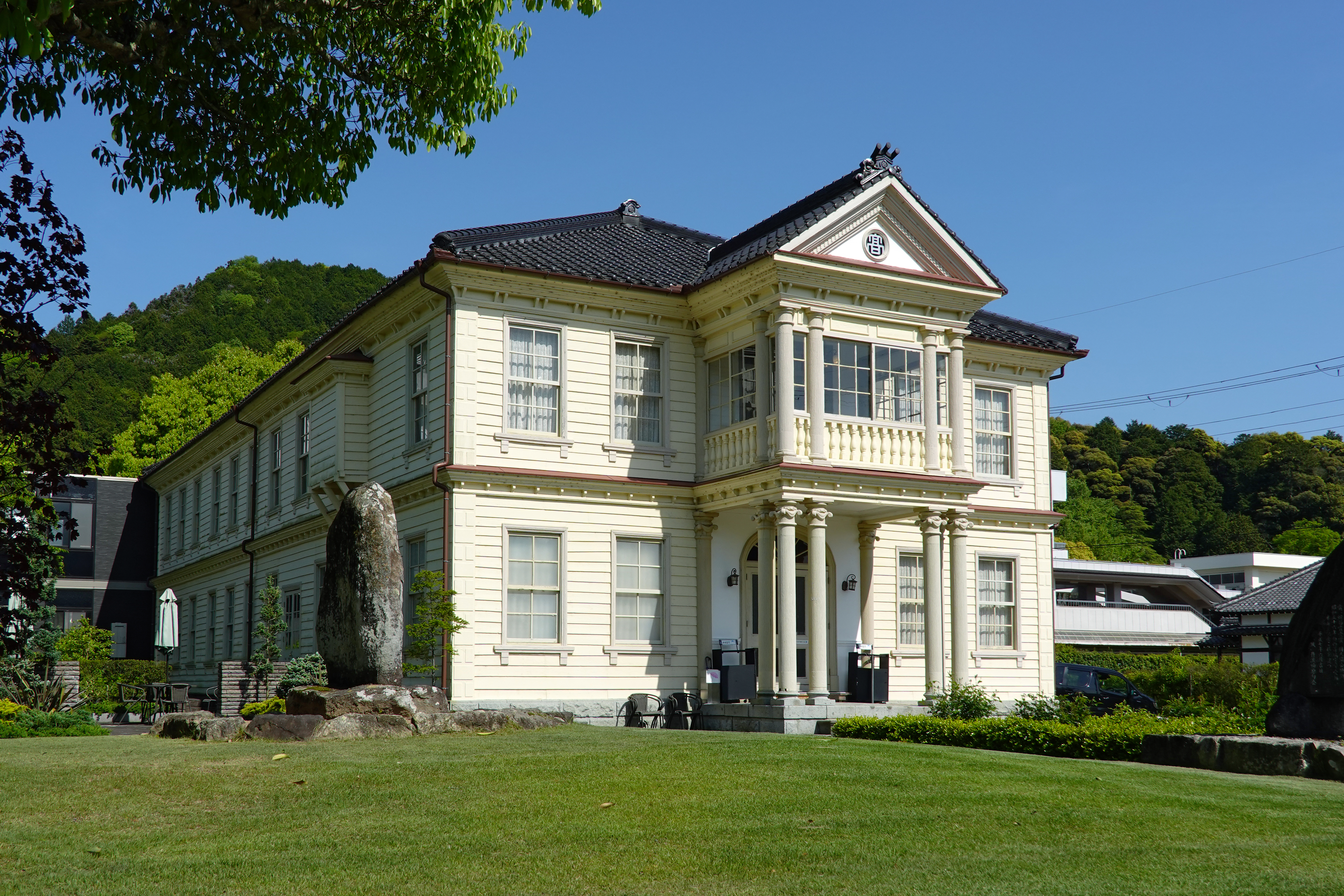
旧氷上郡各町村組合立高等小学校

- 織田家廟所 - 柏原藩に移った6代・織田信休から14代・織田信民までの藩主とその夫人の墓。織田家所有[2]。
- 柏原八幡神社
- 柏原町民俗資料館（田ステ女記念館）
- 旧氷上郡各町村組合立高等小学校 - 明治18年築の洋風校舎建築
- 兵庫県立柏原高等学校記念館 - 明治44年築の洋風校舎建築
- 木の根橋 - 県天然記念物
- 丹波市役所柏原支所
- 太鼓やぐら
- 織田神社
- 石見神社（「日本一大きい石の大碁盤」）
- 鬼の架け橋
- 丹波の森公苑
- 丹波年輪の里

## 出身有名人
- 田捨女（元禄の四俳女のひとり）
- 田健治郎（逓信大臣・台湾総督）
- 安藤廣太郎（農学博士）
- 常岡文亀（日本画家）
- 川端謹次（洋画家）
- 平田岳史（化学者、東京大学教授、元京都大学教授、元日本地球化学会副会長）